# Marija Grabowiecka
Marija Grabowiecka, kaz. Мария Грабовецкая  (ur. 10 kwietnia 1987) – kazachska sztangistka, uczestniczka igrzysk olimpijskich w Pekinie, mistrzyni Azji, brązowa medalistka igrzysk azjatyckich.
Startuje w kategorii wagowej powyżej 75 kg. Zdobywczyni brązowego medalu w igrzyskach olimpijskich w Pekinie w 2008 roku. Medal ten został jej odebrany za stosowanie dopingu.
Złota medalistka mistrzostw Azji w 2005 roku oraz brązowa medalistka igrzysk azjatyckich w 2010 roku.

## Osiągnięcia
| Rok  | Zawody              | Miasto | Miejsce | Kategoria     | Wynik  |
| ---- | ------------------- | ------ | ------- | ------------- | ------ |
| 2005 | Mistrzostwa Azji    | Dubaj  | 1       | powyżej 75 kg | 255 kg |
| 2010 | Igrzyska azjatyckie | Kanton | 3       | powyżej 75 kg | 290 kg |